# Катлинская дорога
Ка́тлинская доро́га — улица в городах Пушкине и Павловске Пушкинского района Санкт-Петербурга. Является продолжением Гусарской улицы от железнодорожного подъездного пути к западной нежилой зоне Пушкине до Горной улицы в Красной Славянке, после чего продолжается как Пионерская улица.

## История
Название улице было присвоено 18 мая 2009 года по бывшим деревням Большое и Малое Катлино, мимо которых проходит дорога.
Первый адрес по Катлинской дороге был присвоен 28 ноября 2014 года — дому 7. Это строительная база компании «Трансэнергосвязьавтоматика».

## Достопримечательности
Катлинская дорога проходит вдоль нескольких площадок экспериментальной базы ВНИИ растениеводства. На участке от Фермерской до Горной улицы проходит через территорию садоводств «Славяночка-2» и «Славяночка». В «Славяночке-2» имеет внутреннее название 6-я линия. Там же Катлинская дорога по мосту пересекает реку Поповку.